# Ricardo Pepi
Ricardo Daniel Pepi (* 9. Januar 2003 in El Paso, Texas) ist ein US-amerikanischer Fußballspieler mexikanischer Abstammung. Der Stürmer steht seit Juli 2023 bei der PSV Eindhoven unter Vertrag und ist seit 2021 A-Nationalspieler.

## Karriere

### Verein
Pepi entstammt der Jugendabteilung des FC Dallas, für den er mit 13 Jahren erstmals gespielt hatte. Zur Saison 2019 wurde der 16-Jährige in den Kader des Farmteams North Texas SC aufgenommen und absolvierte 13 Spiele in der USL League One, in denen er 11 Tore zum Gewinn der Meisterschaft beisteuerte. Aufgrund seiner guten Leistungen kam der Stürmer in der MLS-Saison 2019 für den FC Dallas zu 7 Einwechslungen in der Major League Soccer. In der Saison 2020 folgten 19 MLS-Einsätze (4-mal von Beginn), in denen er 3 Tore erzielte. Pepi erreichte mit seinem Team die Play-offs, scheiterte aber im Conference-Halbfinale an den Seattle Sounders. Zudem spielte er im September 2020 noch einmal im Farmteam.
Im Januar 2021 absolvierte Pepi gemeinsam mit Justin Che, Dante Sealy, Brandon Servania, Edwin Cerrillo und Thomas Roberts unter Martín Demichelis ein dreiwöchiges Probetraining bei den A-Junioren (U19) des Kooperationsvereins FC Bayern München. Anschließend kehrte er nach Dallas zurück. In der Saison 2021 gelang dem 18-Jährigen der Durchbruch in der MLS. Er erzielte in 31 Einsätzen (24-mal in der Startelf) 13 Tore, darunter zwei „Doppelpacks“ und ein „Dreierpack“ beim 4:0-Sieg gegen die LA Galaxy. Aufgrund seiner starken Leistungen wurde er für das MLS All-Star Game nominiert und zum besten U22-Spieler der MLS gewählt. Die Play-offs verpasste der FC Dallas auf dem 11. Platz der Western Conference allerdings deutlich.
Anfang Januar 2022 wechselte Pepi in die Bundesliga zum FC Augsburg. Er unterschrieb einen Vertrag bis zum 30. Juni 2026, der eine Option auf Verlängerung um ein weiteres Jahr enthält. Laut dem FC Dallas war dies der teuerste Transfer der Franchise-Geschichte. Der Kicker berichtete von einer Ablösesumme in Höhe von 16 Millionen Euro plus möglicher Nachzahlungen. US-amerikanische Medien vermeldeten eine Ablöse in Höhe von 20 Millionen US-Dollar (rund 17,5 Millionen Euro) plus Bonuszahlungen. Damit wäre Pepi der teuerste Neuzugang in der Geschichte des FC Augsburg. Bis zum Ende der Saison 2021/22 kam er unter Markus Weinzierl zu 11 Bundesligaeinsätzen, wobei er 4-mal in der Startelf stand. Ein Tor gelang Pepi dabei nicht.
Zur Saison 2022/23 wurde Enrico Maaßen neuer Cheftrainer. Unter ihm kam Pepi zu Saisonbeginn 4-mal in der Liga sowie einmal im DFB-Pokal zum Einsatz. Er war jedoch Reservist und kam nur einmal in der Startelf zum Einsatz. Da der Verein mit Mërgim Berisha noch einen weiteren Stürmer verpflichtete, wechselte der US-Amerikaner Ende August 2022 am letzten Tag der Transferperiode bis zum Saisonende auf Leihbasis zum niederländischen Erstligisten FC Groningen. Danach kehrte Pepi nicht zum FC Augsburg zurück, sondern schloss sich der PSV Eindhoven an, wo er einen Fünfjahresvertrag bis 2028 unterschrieb.

### Nationalmannschaft
Der in den Vereinigten Staaten geborene Pepi war durch seine Eltern sowohl für die USA als auch für Mexiko spielberechtigt und hatte zuvor an Trainingslagern der U17-Auswahl der USA und der U17-Auswahl Mexikos teilgenommen. Er entschied sich 2018 schließlich für sein Geburtsland zu spielen. Am 26. August 2021 wurde Pepi von Gregg Berhalter in den Kader der Vereinigten Staaten für die Qualifikation zur FIFA-Weltmeisterschaft 2022 berufen. Am 8. September 2021 gab Pepi sein Debüt für die Vereinigten Staaten und erzielte beim 4:1-Auswärtssieg gegen Honduras das Tor zur 2:1-Führung in der 75. Minute.

## Erfolge und Auszeichnungen
Erfolge
- Meister der USL League One: 2019
- Niederländischer Meister: 2023/24 (PSV Eindhoven)
- Niederländischer Supercupsieger: 2023 (PSV Eindhoven)

Auszeichnungen
- MLS All-Star: 2021
- Bester U22-Spieler der Major League Soccer: 2021